# NGC 1641
NGC 1641 је расејано звездано јато у сазвежђу Златна риба које се налази на NGC листи објеката дубоког неба.
Деклинација објекта је - 65° 46' 6" а ректасцензија 4h 35m 38,0s. Привидна величина (магнитуда) објекта NGC 1641 износи 11,6. NGC 1641 је још познат и под ознакама ESO 84-SC24.